# Serranilla Bank

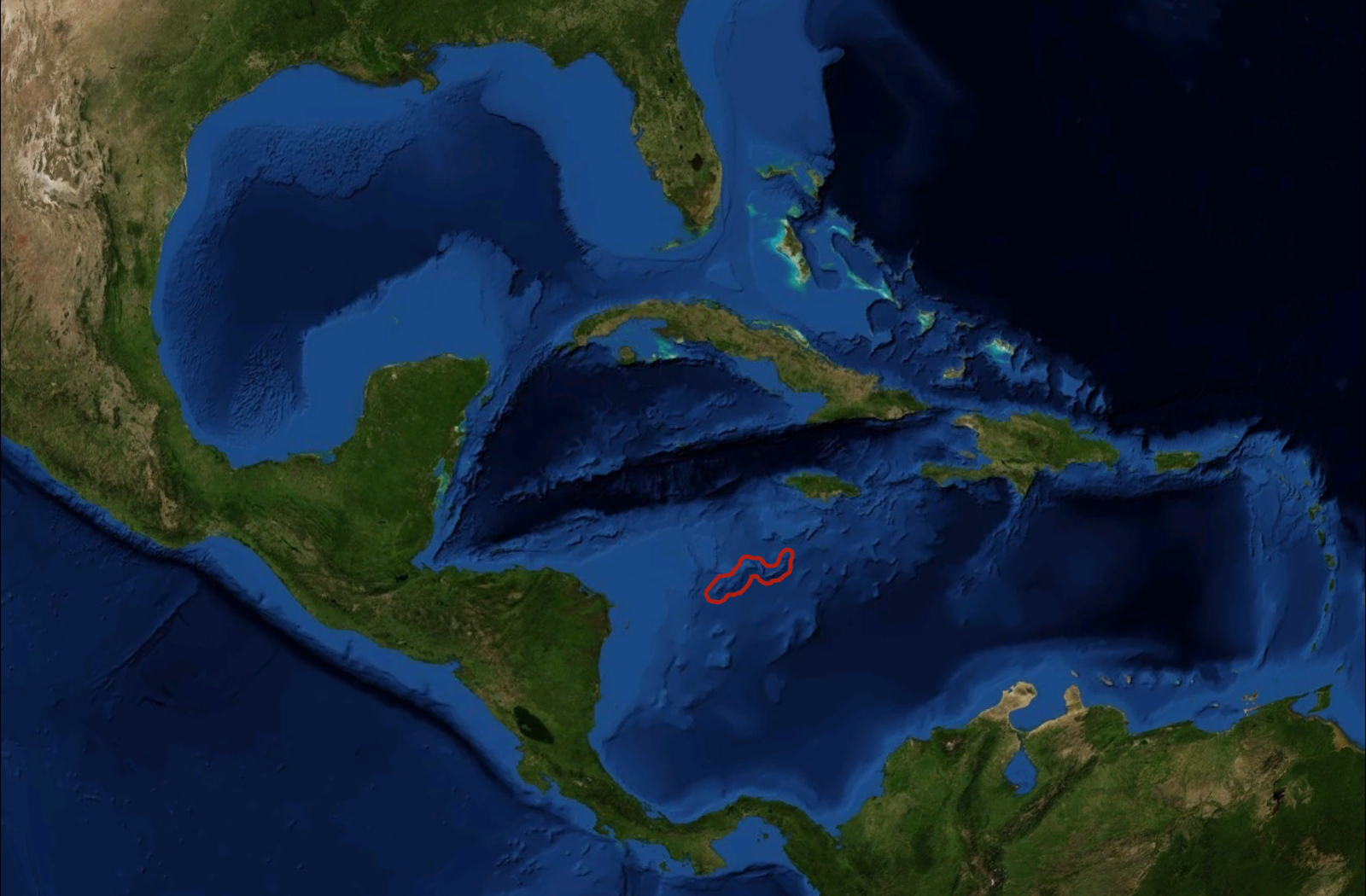
Revet inringar på en satellitbild.

Serranilla Bank är ett omtvistat rev som både USA och Colombia anser sig äga.[källa behövs]